# Casinaria forcipata
Casinaria forcipata är en stekelart som beskrevs av Walley 1947. Casinaria forcipata ingår i släktet Casinaria och familjen brokparasitsteklar. Inga underarter finns listade.